# Каару
Каару (ест. Kaaru) — село в Естонії, входить до складу волості Моосте, повіту Пилвамаа.